# Serologia
Serologia – część immunologii zajmująca się interakcją między antygenami a przeciwciałami, jak również rozwojem metod badania obecności antygenów i przeciwciał w surowicy krwi.
Badania serologiczne umożliwiają diagnostykę niektórych chorób (np. boreliozy, kiły, włośnicy). Ograniczeniem wykrywalności jest konieczność wytworzenia przeciwciał przez zakażony organizm, w wystarczającym stężeniu, przed badaniem.